# Diego Rosa (Radsportler)
Diego Rosa (* 27. März 1989 in Corneliano d’Alba) ist ein ehemaliger italienischer Radrennfahrer.

## Karriere
Diego Rosa wurde 2011 bei der Mountainbike-Weltmeisterschaft in Champéry Achter im Cross Country-Wettbewerb der U23-Klasse. Auf der Straße gewann er 2012 eine Etappe und die Gesamtwertung beim Giro della Regione Friuli Venezia Giulia. Außerdem war er bei dem Eintagesrennen Bologna-Raticosa erfolgreich.
2013 wurde Rosa Profi beim italienischen Radsportteam Androni Giocattoli. Bei der Mittelmeer-Rundfahrt gewann er die Nachwuchswertung und bei seinem ersten WorldTour-Rennen Mailand-Sanremo schaffte er es gleich in die Ausreißergruppe des Tages und beendete den Klassiker als 122. Beim Giro d’Italia 2013 bestritt er seine erste große Rundfahrt. Er wurde am Ende 23. und belegte in der Nachwuchswertung den fünften Rang.
Rosa war einer der Helfer von Fabio Aru bei dessen Vuelta a España-Sieg 2015. Seinen bis dahin größten individuellen Erfolg gelang im kurz darauf beim Klassiker Mailand-Turin, den er nach einer Attacke auf dem letzten Stück der Zielsteigung gewann. Bei der Lombardei-Rundfahrt 2015 belegte er den 5. Platz beim Sieg von Vincenzo Nibali. Ein Jahr später gewann Rosa bei der Baskenland-Rundfahrt die 5. Etappe und die Bergwertung. Wenig später belegte er bei Lüttich–Bastogne–Lüttich den zehnten Platz. Bei der Lombardei-Rundfahrt wurde er hinter Esteban Chaves Zweiter. 2017 gewann er die Bergwertung bei der Polen-Rundfahrt. 2018 konnte Rosa neben einem Sieg beim Mannschaftszeitfahren auch die Gesamtwertung der Settimana Internazionale di Coppi e Bartali gewinnen. 2019 wurde er Zweiter beim Memorial Marco Pantani und Dritter bei der Tour of Guangxi. Bei der Trofeo Laigueglia 2020 wurde er Dritter.
Nach Ablauf der Saison 2022 beendete Rosa seine Karriere als Aktiver beim Eolo-Kometa Cycling Team.

## Erfolge
2012
- Gesamtwertung und eine Etappe Giro della Regione Friuli Venezia Giulia

2015
- Mailand-Turin

2016
- Bergwertung und eine Etappe Baskenland-Rundfahrt

2017
- Bergwertung Polen-Rundfahrt

2018
- Gesamtwertung und Mannschaftszeitfahren Settimana Internazionale di Coppi e Bartali

## Grand-Tour-Platzierungen
| Grand Tour            | 2013 | 2014 | 2015 | 2016 | 2017 | 2018 | 2019 | 2020 | 2021 | 2022 |
| --------------------- | ---- | ---- | ---- | ---- | ---- | ---- | ---- | ---- | ---- | ---- |
| Giro d’ItaliaGiro     | 23   | DNF  | 23   | –    | 55   | –    | –    | –    | –    | 77   |
| Tour de FranceTour    | –    | –    | –    | 37   | –    | –    | –    | DNF  | –    | –    |
| Vuelta a EspañaVuelta | –    | –    | 20   | –    | 53   | –    | –    | –    | –    | –    |